# 패턴 인식 수용체
패턴 인식 수용체(영어: pattern recognition receptor, PRR)는 세포의 세포막이나 세포질에 존재하는 단백질의 한 종류로, 유형 인식 분자를 인식하여 선천 면역의 작용을 매개하는 역할을 가진다. 이들은 수지상 세포, 대식세포, 단핵구, 호중구, 상피세포 등에 분포하여 병원체연관분자유형(PAMP)과 손상연관분자유형(DAMP)를 인식한다. 기능적으로 PRR은 분비성, 세포내 이입성, 신호 전달성의 3가지로 분류할 수 있다. 또한 세포 내 위치에 따라 세포 표면 PRR, 세포질 PRR의 2가지 종류로 나눌 수 있다. 이들은 적응 면역이 없는 무척추동물, 식물 등에서도 비슷한 형태로 발견되기 때문에 진화 과정 상으로 원시적인 면역 수용체에 해당된다.

## 같이 보기
- 선천적 면역
- PAMP
- DAMP